# Colibrí bec d'espasa
El colibrí bec d'espasa (Ensifera ensifera) és una espècie d'ocell de la subfamília dels lesbins (Lesbiinae) dins la família dels troquílids (Trochilidae), l'única del gènere Ensifera Lesson, 1843, que habita a Sud-amèrica.
Destaca per ser l'única espècie d'ocell que té el bec més llarg amb relació a la resta del seu cos. Aquesta adaptació li ha resultat beneficiosa per a alimentar-se de flors amb corol·les llargues tals com Passiflora mixta.

## Característiques
Aquesta au fa entre 13 i 14 centímetres des de la cua fins a la base del bec. El seu bec pot mesurar més de 10 cm i està lleugerament corbat cap amunt. La seva llengua és també inusualment llarga per poder abastar tota la longitud del bec. Hi ha un clar dimorfisme sexual en quan a mida i colors del plomatge. Els mascles són un mica més grossos que les femelles i tenen la cua bifurcada. Els mascles tenen el cap de color bronze rogenc, el dors verd bronze, el ventre verd brillant, la gola verd negrós i la cua de color verd bronze. Les femelles tenen el cap i l'esquena de color similar, el ventre blanc clapejat de verd, una gola de color verd oliva i una vora blanc grisós al voltant de la cua. És un del colibrís més grossos del món, i pot arribar a pesar entre 10 i 15 grams.

## Distribució i hàbitat
Habita en boscos nuvolosos de muntanya tropicals d'entre 2.500 i 3.500 metres d'altitud de la zona temperada dels Andes, des de Veneçuela fins a Bolívia passant per Colòmbia, Equador i el Perú. També es pot trobar en alguns parcs i jardins. Es pot trobar més habitualment en zones amb altes concentracions de passiflores, la seva font principal d'aliment.

## Alimentació
Aquesta au és una espècie especialitzada que s'alimenta específicament de nèctar de flors, les passiflores, una planta que depèn totalment d'aquesta au. Les seves flors de forma llarga i tubular només pot ser pol·linitzada per aquest ocell. Aquesta relació mútua permet que la passiflora depengui d'aquesta au per la pol·linització, mentre que l'au obté una font d'aliment de bona qualitat. Per obtenir el nèctar, el colibrí clava el seu bec llarg al tub de la corol·la, beu, retrocedeix i es manté a l'aire uns moments per repetir l'operació. Altres espècies, com els insectes, poden accedir al nèctar de la flor però ho fan perforant la base de la flor i alimentant-se a través del forat en lloc de fer-ho pel tub de la corol·la.

## Estat de conservació
El seu estat de conservació és poc preocupant per la Unió Internacional per a la Conservació de la Natura (UICN). El canvi climàtic i la desforestació dels boscos i selves poden arribar a ser una amenaça per l'espècie ja que poden repercutir en una pèrdua del seu hàbitat i una disminució de la seva font d'aliment principal, les passiflores.